# Rýmařov
Rýmařov (deutsch Römerstadt) ist eine Stadt im Okres Bruntál im mährischen Moravskoslezský kraj (Tschechien).

## Geographische Lage
Die Stadt liegt in den Sudeten im Tal des Podolskybachs (Podolský potok) zwischen den Berghängen des Niederen Gesenkes (Nízký Jeseník) und Altvatergebirges (Hrubý Jeseník), etwa 50 km nördlich der Stadt Olmütz.

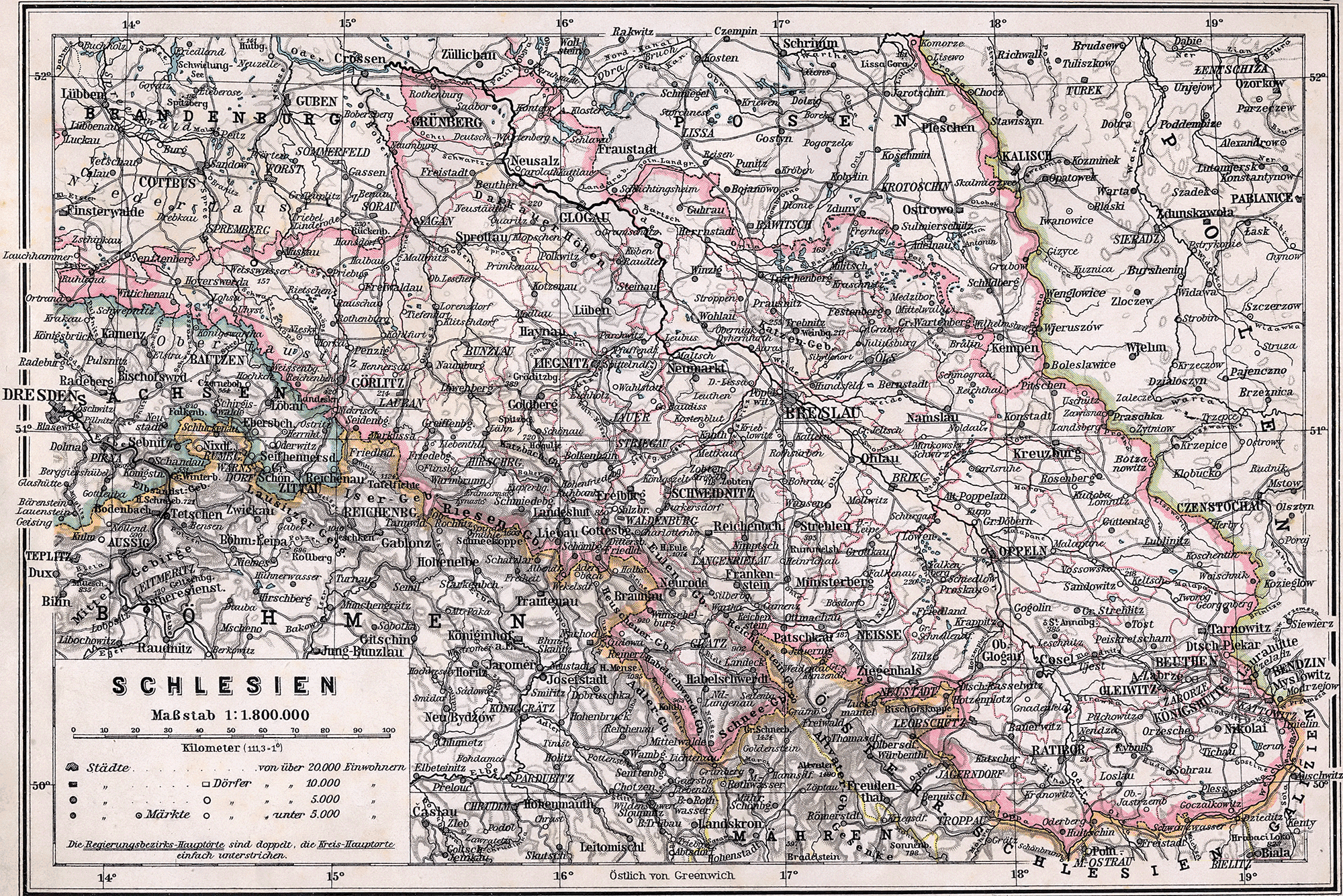
Römerstadt südlich von Breslau, westlich von Troppau und südwestlich von Freudenthal auf einer Landkarte von 1909

## Geschichte

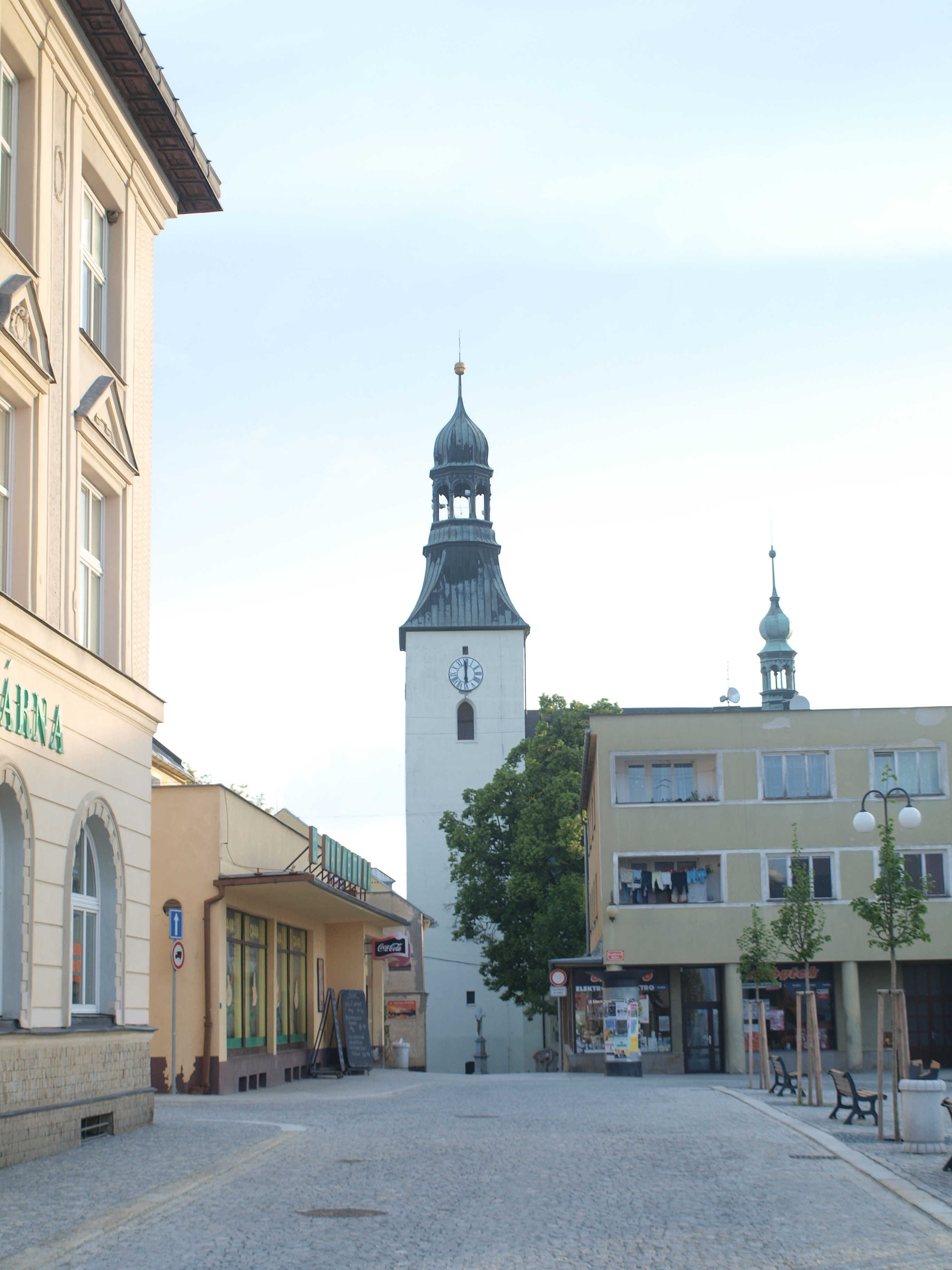
Straßenzug im Stadtzentrum

Die erste schriftliche Erwähnung erfolgte im Jahr 1351. Die Stadterhebung folgte 1406. Wirtschaftlich bestimmend war für die Stadt zunächst vor allem der Gold- und Silberbergbau. Nach dem Erlöschen der Vorkommen war spätestens ab dem 19. Jahrhundert die Leinenweberei der wichtigste Industriezweig.
Am 15. Oktober 1878 erhielt Römerstadt Bahnanschluss durch die Staatsbahn Kriegsdorf–Römerstadt. Am Anfang des 20. Jahrhunderts hatte Römerstadt eine Oberrealschule, eine Fachschule für Weberei, eine landwirtschaftliche Winterschule, verschiedene gewerbliche Betriebe und war Sitz eines Bezirksgerichts.
Der politische Bezirk Rýmařov kam 1938 nach dem Münchner Abkommen als Landkreis Römerstadt zum Regierungsbezirk Troppau des Reichsgaus Sudetenland des Deutschen Reichs.
Nach dem Ende des Zweiten Weltkriegs kam Römerstadt an die Tschechoslowakei zurück. Die deutschmährische Bevölkerung wurde – bis auf wenige Facharbeiter der Industrieunternehmen – mehrheitlich vertrieben (→ Vertreibung der Deutschen aus der Tschechoslowakei).

## Demographie
| Jahr | Einwohner | Anmerkungen                                                                   |
| ---- | --------- | ----------------------------------------------------------------------------- |
| 1834 | 2.887     | deutsche Einwohner (mit Ausnahme von sechs Evangelischen sämtlich Katholiken) |
| 1869 | 5.014     | mit dem Vorort Harrachsdorf                                                   |
| 1900 | 4.762     | deutsche Einwohner                                                            |
| 1930 | 5.837     | davon 175 Tschechen                                                           |
| 1933 | 6.108     | Gemeindegrenzen von 1939                                                      |
| 1939 | 5.858     | [ 6 ]                                                                         |

Am 22. Mai 1947 hatte Römerstadt 4.230 Einwohner.

### Bürgermeister
- 1896–1899: Hermann Franke
- 1899–1903: Adolf Steffan
- 1903–1907: Leopold Rösner
- 1907–1907: Alois Kutschker
- 1907–1910: Josef Rücker
- 1910–1919: Max Springer
- 1919–1922: Albin Oppler
- 1922–1938: Viktor Habermann
- 1938–1942: Gröger
- 1942–1945: Karl Klos
- 1946–1947: Ladislav Dragoun
- 1947–1948: Antonín Malínek
- 1948–1949: Josef Študent
- 1949: Richard Plesník
- 1949–1951: Jaroslav Vávra
- 1951–1952: Jaroslav Crhonek
- 1952–1954: Ondřej Rozbroj
- 1954–1957: Vladimír Liebars
- 1957–1960: Jaroslav Crhonek
- 1960–1970: Karel Sklenář
- 1970–1985: Jiří Toman
- 1985–1989: Oldřich Vaníček
- 1989–1994: Miroslav Slováček
- 1994–2002: Pavel Kolář
- seit 2002: Petr Klouda

## Stadtgliederung
Die Stadt Rýmařov besteht aus den Ortsteilen Edrovice (Edersdorf), Harrachov (Harrachsdorf), Jamartice (Irmsdorf), Janovice (Janowitz), Ondřejov (Andersdorf), Rýmařov (Römerstadt) und Stránské (Zechitz). Grundsiedlungseinheiten sind 8. května, Edrovice, Harrachov, Harrachovský kopec, Holý vrch, Jamartice, Janovice, Janovický les, Janušov (Johnsdorf), Mlýnský vrch, Na stráni, Ondřejov, Pod Novopolským potokem, Rudé armády, Rýmařov-střed, Skalka, Sokolovská, Stráň, Stránské, U nemocnice und Žižkova.
Das Gemeindegebiet gliedert sich in die Katastralbezirke Edrovice, Jamartice, Janovice u Rýmařova, Janušov, Ondřejov u Rýmařova, Rýmařov und Stránské.

## Sehenswürdigkeiten
- Pfarrkirche
- Filialkirche (die Lindenkirche genannt)
- Pfarrhaus (im Renaissancestil gebaut)
- Rathaus
- historischer Hauptbahnhof – technisches Denkmal
- Schloss Janovice
- mehrere Barockstatuen

Das historische Zentrum steht seit 2003 unter Denkmalschutz (památková zóna), obwohl es in den letzten Jahrzehnten maßgeblich umgestaltet wurde. Die schwersten Zeiten erlebte die Stadt zwischen 1955 und 1974, als viele Bürgerhäuser am Marktplatz und zwei Kirchen abgerissen wurden. Nach 1989 begann man die historischen Sehenswürdigkeiten zu restaurieren. Am Marktplatz befindet sich ein Heimatmuseum.

## Tourismus
Durch Rýmařov verläuft der Bergwanderweg Eisenach–Budapest.

## Partnerstädte
- Schotten, Deutschland
- Zeil am Main, Deutschland

## Söhne und Töchter der Stadt
- Josef Berger (1891–1947), österreichischer Buchhändler
- Johann Christoph Handke (1694–1774), Barockmaler, geboren in Johnsdorf
- Eugen Jettel (1845–1901), österreichischer Maler, geboren in Johnsdorf
- Gina Klaber-Thusek (1900–1983), österreichisch-polnisch-italienische Bildhauerin, Malerin und Grafikerin
- Wilfried König (1939–2004), deutscher Chemiker
- Otto Marburg (1874–1948), österreichischer Neurologe
- Harald von Petrikovits (1911–2010), deutscher Historiker, Archäologe
- Johann Pohl (1842–1913), österreichischer Agrarwissenschaftler
- Rudolf Scheinost (1907–1978), deutscher Ingenieur, Konstrukteur und Hochschullehrer
- Tomáš Ujfaluši (* 1978), tschechischer Fußballspieler